# Список послов СССР и России в Кот-д’Ивуаре
В статье представлен список послов СССР и России в Кот-д’Ивуаре (до 1986 года — в Республике Берег Слоновой Кости).

## Хронология дипломатических отношений
- 19 января 1967 г. — установлены дипломатических отношений на уровне посольств.
- 30 мая 1969 г. — дипломатические отношения прерваны правительством Берега Слоновой Кости.
- 21 августа 1986 г. — дипломатические отношения восстановлены на уровне посольств.

## Список послов
| Срок полномочий                  | Посол                         | Годы жизни | Вручение верительных грамот |
| -------------------------------- | ----------------------------- | ---------- | --------------------------- |
| СССР                             |                               |            |                             |
| 7 сентября 1967 — 30 мая 1969    | Сергей Павлович Петров        | 1913—1973  | 13 ноября 1967              |
| 21 августа 1986 — 7 декабря 1990 | Борис Иванович Минаков        | 1928—2021  |                             |
| 7 декабря 1990 — 25 декабря 1991 | Михаил Владимирович Майоров   | 1948—2011  |                             |
| Российская Федерация             |                               |            |                             |
| 25 декабря 1991 — 26 июня 1995   | Михаил Владимирович Майоров   | 1948—2011  |                             |
| 26 июня 1995 — 29 марта 2000     | Георгий Андреевич Черновол    | род. 1937  |                             |
| 29 марта 2000 — 8 июня 2006      | Александр Михайлович Трофимов | род. 1937  |                             |
| 8 июня 2006 — 29 октября 2010    | Олег Владимирович Ковальчук   | род. 1956  |                             |
| 29 октября 2010 — 18 января 2016 | Леонид Викторович Рогов       | 1949—2020  |                             |
| 18 января 2016 — 14 июля 2022    | Владимир Анатольевич Байков   | род. 1952  | 30 мая 2016                 |
| 14 июля 2022 — настоящее время   | Алексей Эдуардович Салтыков   | род. 1959  | 9 сентября 2022             |